# Normanzi
- Acest articol se referă la un popor, Normanzii, singular Normand. Pentru alte sensuri, vedeți Norman (dezambiguizare) sau Normand (dezambiguizare).

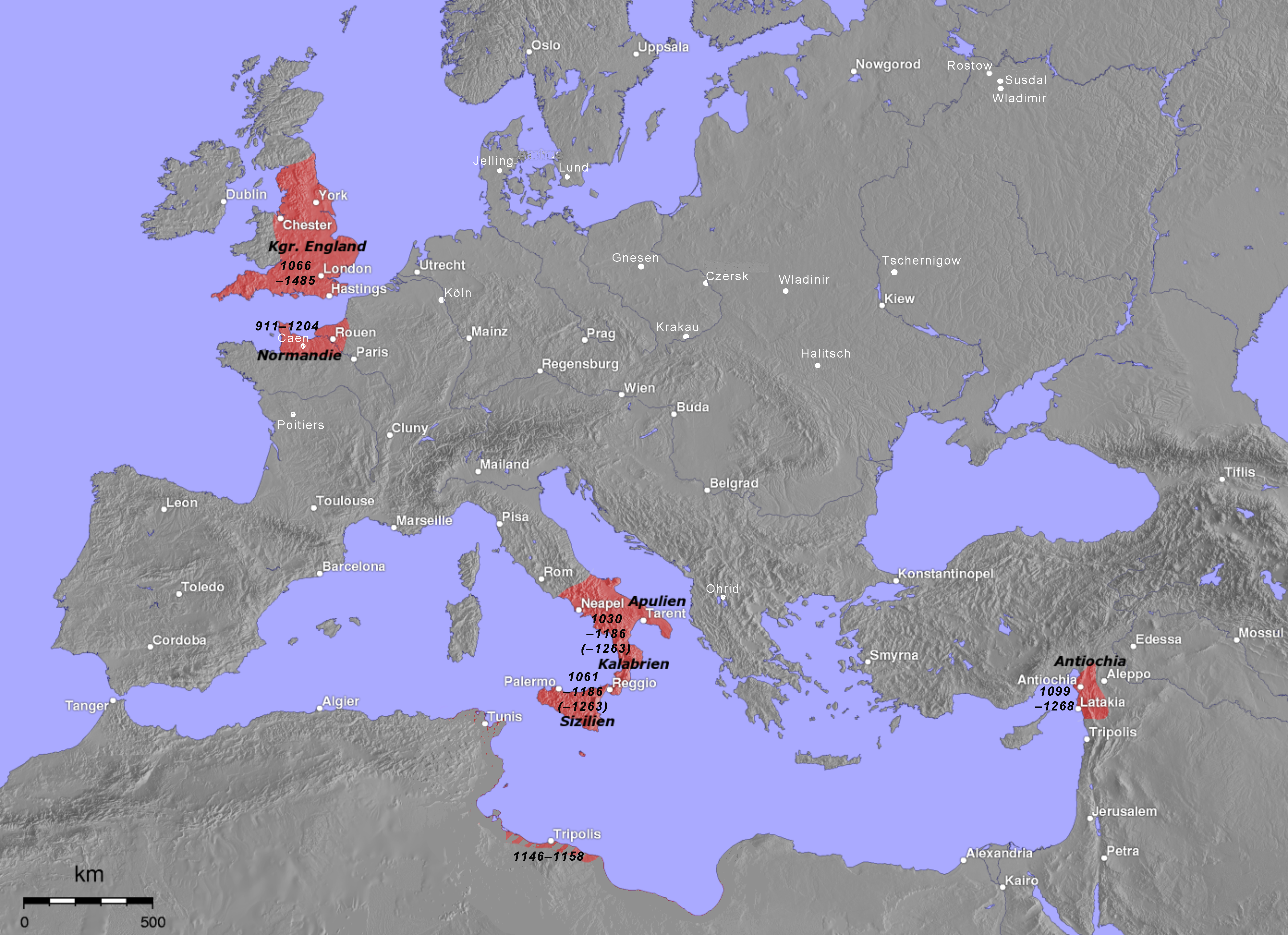
Cuceririle medievale normande sunt arătate în roşu.

Normanzi, singular normand, este un termen folosit pentru a desemna un popor ale cărui origini aristocratice se regăsesc în urmașii vikingilor stabiliți în Normandia (regiune care se găsește partea nord-vestică a Franței de azi), care s-au creștinat, s-au amestecat cu populația locală, au adoptat limba normandă și, mai apoi, au exercitat un rol important politic și militar, care a culminat cu cucerirea Angliei în 1066, după Bătălia de la Hastings în care i-au învins pe anglo-saxoni. 
Termenul de normanzi, așa cum este folosit astăzi, se referă cu predilecție la aristocrația militară a populației normande, iar numele de normanzi este o adaptare a cuvântului indicând originea nordică a acesteia, „Northmen” ori „Norsemen”. 
Normanzii au jucat un rol important politic, militar și cultural în nordul Europei medievale, în insulele britanice, în Marea Mediterană și în Orientul Mijlociu. Numele lor se leagă de colonizarea și denumirea Normandiei, cucerirea normandă a Angliei, crearea unor state normande în Sicilia și sudul Italiei, respectiv de unele cruciade spre Orientul Mijlociu. 
În realitate, la vremea invaziei Angliei, cea mai mare parte a „normanzilor” timpului erau proveniți din populațiile indigene ale estului Bretaniei și vestului Flandrei, ale căror conducători militari menționau mereu cu mândrie originea lor vikingă. De fapt, „normanzii originari”, care erau vikingi, începuseră să ocupe partea nord-vestică și nordică a Franței în cea de-a doua jumătate a secolului al IX-lea, care a devenit ulterior cunoscută ca Normandia. În 911 regele Carol al III-lea al Franței le-a oferit invadatorilor un loc de așezare, care se găsea în zona cursului inferior al Senei și care s-a extins mereu în timp, devenind ulterior Ducatul Normandiei. Târgul inițial consta în pământ contra loialitate; ca atare, conducătorul vikingilor originari, Rollo, a jurat credință regelui Carol al III-lea, numit „cel Simplu”.
Normanzii au aderat la creștinism, prin convertire totală, respectiv la familia limbilor galo-romanice, adoptând limba locului, care în timp va fi cunoscută ca limba normandă. Normanzii au creat de asemenea o nouă identitate culturală separată atât de cea a înaintașilor lor scandinavi cât și de cea a vecinilor lor francii. Cultura normandă, ca a tuturor comunităților migratoare era extrem de întreprinzătoare și adaptabilă, fapt care le-a permis pentru o bună perioadă de timp să ocupe teritorii aflate la mare distanță unele de altele.

## Conducători normanzi/vikingi/varegi
- Rurik
- Oleg
- Igor
- Rollo
- Erik cel Roșu
- Leif Eriksson
- Canut „cel Mare”
- Roger de Tosny
- Harald Hardraada
- William Cuceritorul
- Richard de Aversa
- Robert Guiscard
- Robert Crispin
- Roussel de Bailleul
- Roger I de Hauteville
- Boemund de Taranto
- Tancred de Galileea
- Roger de Salerno